# Зегерс, Даниэль
Даниэль Зегерс (нидерл. Daniel Seghers, Daniël Zegers, до 6 декабря 1590, Антверпен — 2 ноября 1661, Антверпен) — фламандский живописец, мастер пейзажей и цветочных натюрмортов, в частности так называемых «картин с цветочными гирляндами» (нидерл. bloemenslingerschilderijen). Старший брат художника Герарда Зегерса (с разницей в возрасте в один год). Член монашеского ордена иезуитов.

## Биография
Зегерс родился в Антверпене, в Испанских Нидерландах в семье богатого торговца шёлком Питера Зегерса и его жены Маргареты ван Гил, крещён 6 декабря 1590 года; в некоторых более поздних источниках днём его рождения считается 3 декабря.
После смерти отца одиннадцатилетний мальчик уехал с матерью в северные Нидерланды, вероятно, в Утрехт, куда его дед по материнской линии эмигрировал по религиозным причинам. По мнению некоторых авторов, мать первой приняла кальвинизм и соответственно воспитала Даниила в реформатском духе.
Даниэль Зегерс начал обучение живописи в Утрехте около 1605 года, но около 1609 года вернулся в Антверпен и поступил учеником в мастерскую Яна Брейгеля Старшего («Цветочного», или «Бархатного»), где учился писать цветочные натюрморты. В 1611 году вступил в антверпенскую Гильдию Святого Луки и получил звание мастера.
Вновь принявший католичество, 10 декабря 1614 года Даниэль Зегерс решил вступить в орден иезуитов и до 1617 года провёл послушничество в Мехелене; Затем он до 1621 года жил в Антверпене, в доме, принадлежащем ордену, и до 1625 года в иезуитском колледже в Брюсселе, где написал две большие цветочные гирлянды для собора Святого Михаила и Святой Гудулы. Затем орден отправил Зегерса в Рим. В 1625 году Зегерс принял последний обет священника-иезуита. Источники расходятся относительно его статуса в ордене иезуитов: одни утверждают, что он был рукоположен в священники, тогда как другие сообщают, что он оставался братом-мирянином. В Риме Зегерс написал несколько «картин-гирлянд» вместе с Никола Пуссеном («Пьета» и «Мадонна в венке из цветов») и с Доменикино («Венок цветов с Триумфом Купидона», Лувр, Париж).
Даниэль Зегерс вернулся в Антверпен в сентябре 1627 года и с тех пор до последних лет жил в доме иезуитов. Вскоре он стал лучшим и самым влиятельным фламандским художником цветов своего времени, а его картинами восхищались по всей Европе. Подписывал свои работы он лишь изредка, но всегда со ссылкой на свою религиозную принадлежность: «Daniel Seghers Soc(ieta)tis Jesu», либо инициалами: «D. Seghers» или «DS». Датированные произведения известны только за период с 1635 по 1651 год.
Зимой 1660 года Зегерс отправился в Гент, но умер после возвращения в Антверпен 2 ноября 1661 года.

## Творчество
Краски в картинах Зегерса ясные и светлые, при этом художник не злоупотреблял пестротой и многоцветием, его картины отличаются тщательностью проработки деталей. Обычно Зегерс писал цветочные гирлянды вокруг изображений Мадонн и святых выполненных другими художниками, называемыми «фигуристами». В результате получались «картины с цветочными гирляндами» (нидерл. bloemenslingerschilderijen), в том числе алтарные композиции. Среди его соавторов были известные нидерландские живописцы: Абрахам ван Дипенбек, Корнелис Схют, Эразм Квеллин Младший, Теодор ван Тюльден, Симон де Вос, Томас Виллебoртс Босхарт, Гонзалес Кокс, Ян ван Бален, Герард Зегерс и другие.
Реже он создавал натюрморты с простыми маленькими цветочными гирляндами или небольшими букетами в стеклянных вазах. Известно около тридцати таких картин. Его самое раннее датированное изображение — это ваза для цветов 1635 года в Художественном музее Толидо (Огайо, США). После смерти своего учителя Яна Брейгеля Старшего Зегерс стал ведущим мастером цветочного натюрморта в Антверпене.
Современники прославляли искусство художника в стихах и прозе. Им восхищались поэт Йост ван ден Вондел, Константейн Хёйгенс, Лукас ван Юден и Питер Пауль Рубенс. Среди почитателей Зегерса были многие знатные протестанты, например Фридрих Вильгельм I Бранденбургский («Великий курфюрст»). Кардинал-инфант Фердинанд (1635), эрцгерцог Леопольд Вильгельм (1648), королева Швеции Кристина и будущий английский король Карл II (1649) посещали мастерскую художника в Антверпене.
Произведения Даниэля Зегерса экспонируются во многих музеях Бельгии, а также в картинных галереях Лондона, Мадрида, Вены, Мюнхена, Дрездена, Гааги и других городов.

## Галерея

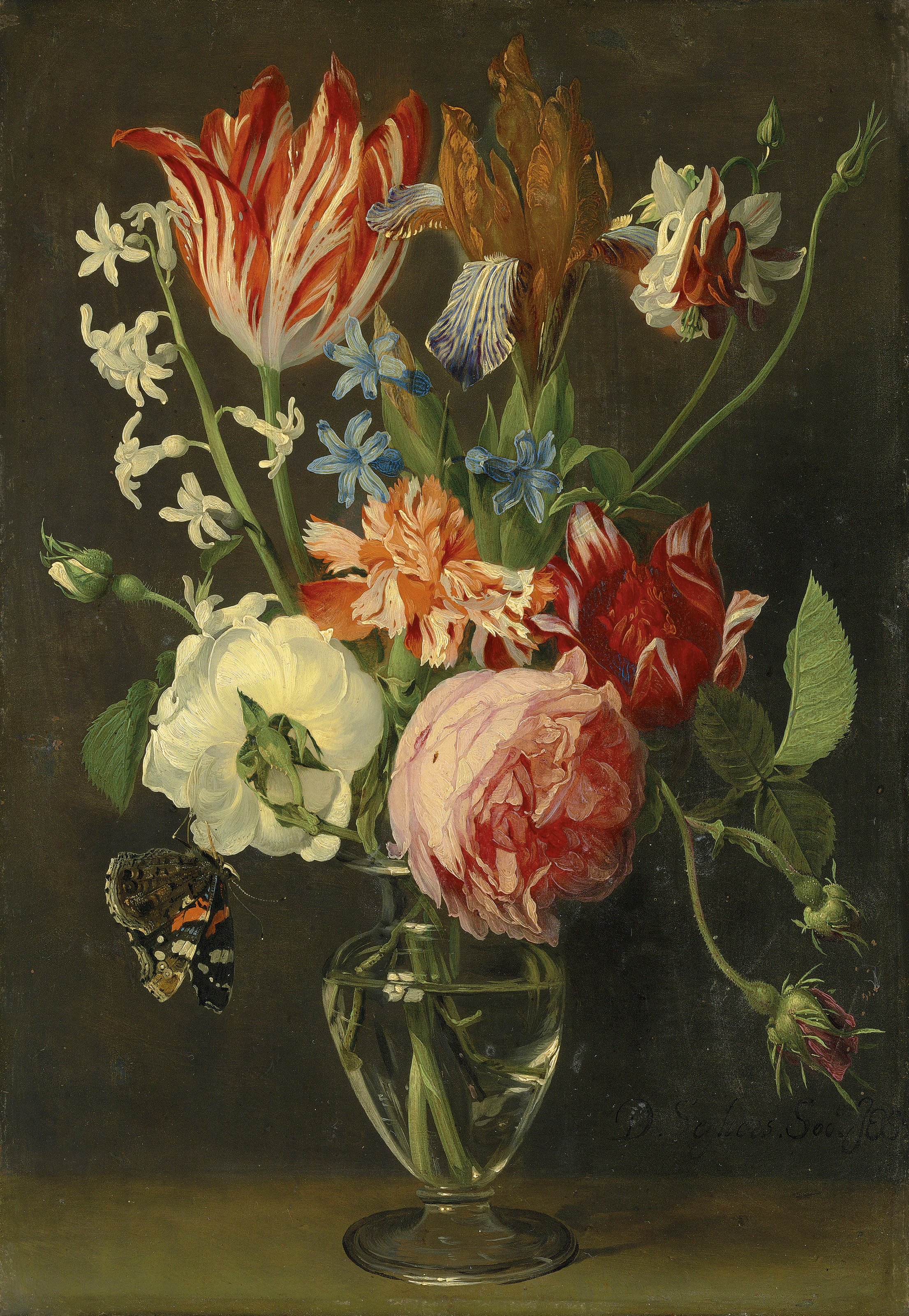
Цветы в стеклянной вазе с красной бабочкой-адмиралом. Между 1625 и 1661. Медь, масло. Коллекция Гётеборга, Швеция
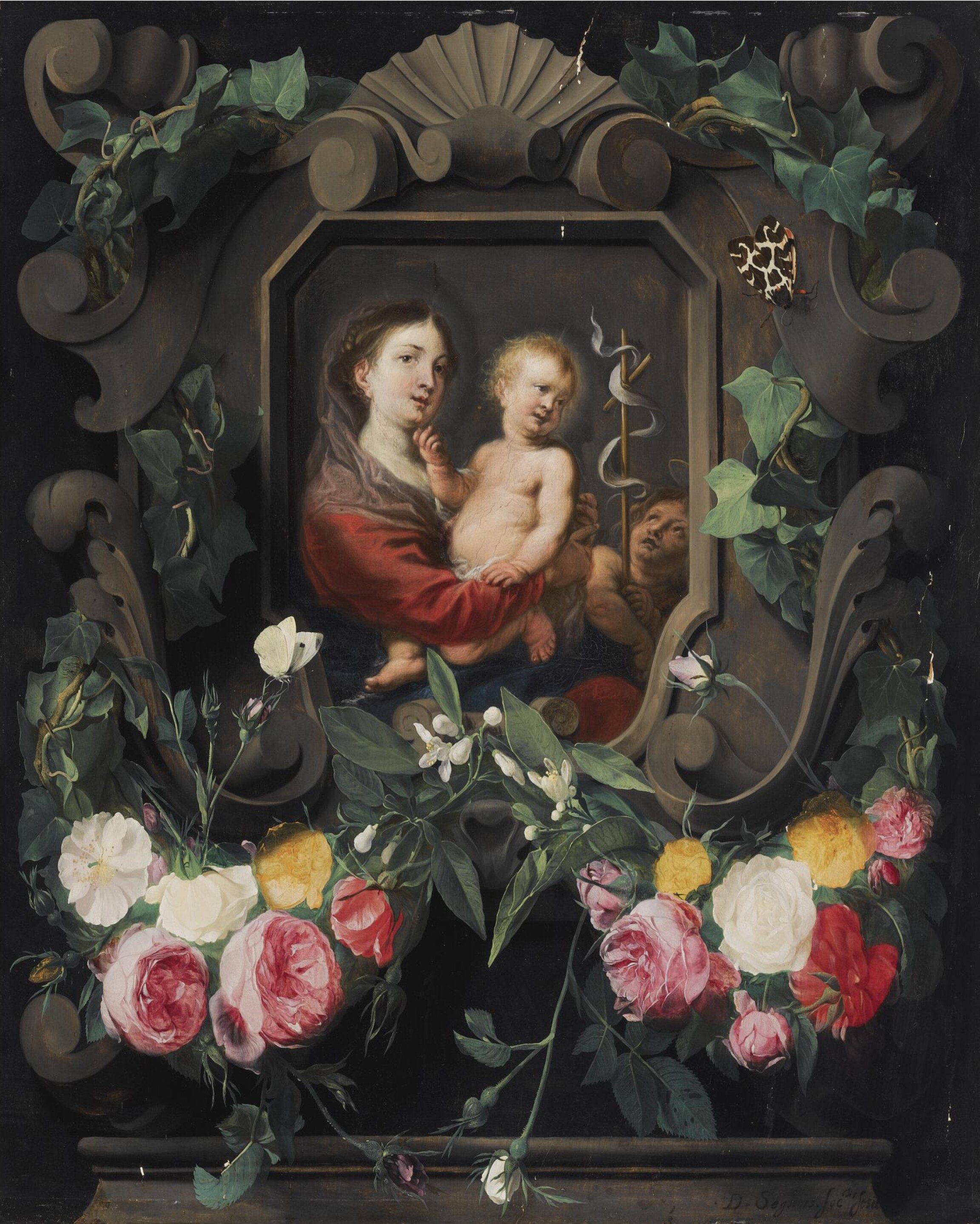
Д. Сегерс и К. Схют. Дева Мария с младенцами Иисусом и Иоанном Крестителем в каменном картуше, украшенном гирляндой из роз. Между 1640 и 1649. Дерево, масло. Частное собрание
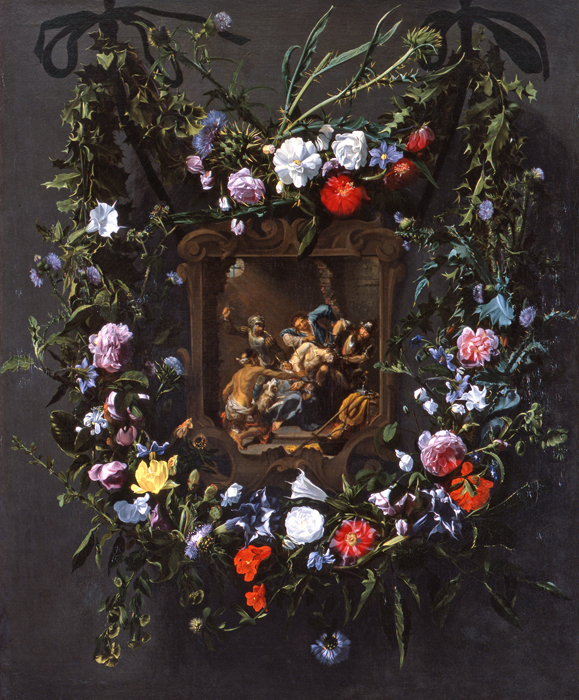
Д. Зегерс и С. де Вос. Осмеяние Христа. Ок. 1643. Холст, масло. Музей искусств Нэшера, Дарем, Северная Каролина, США
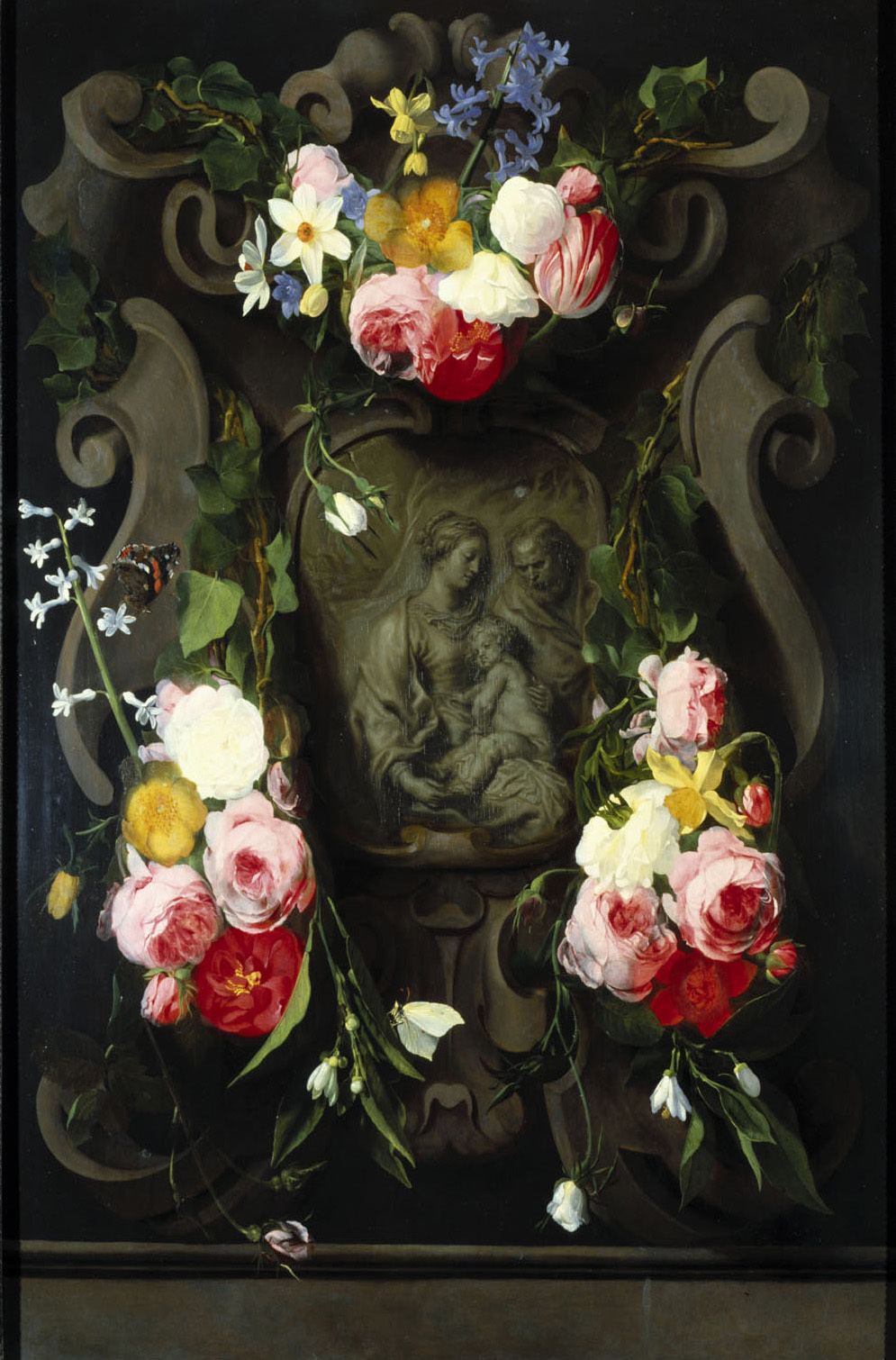
Д. Зегерс и С. де Вос. Святое семейство в цветочной гирлянде. 1644. Дерево, масло. Музей истории искусств, Вена
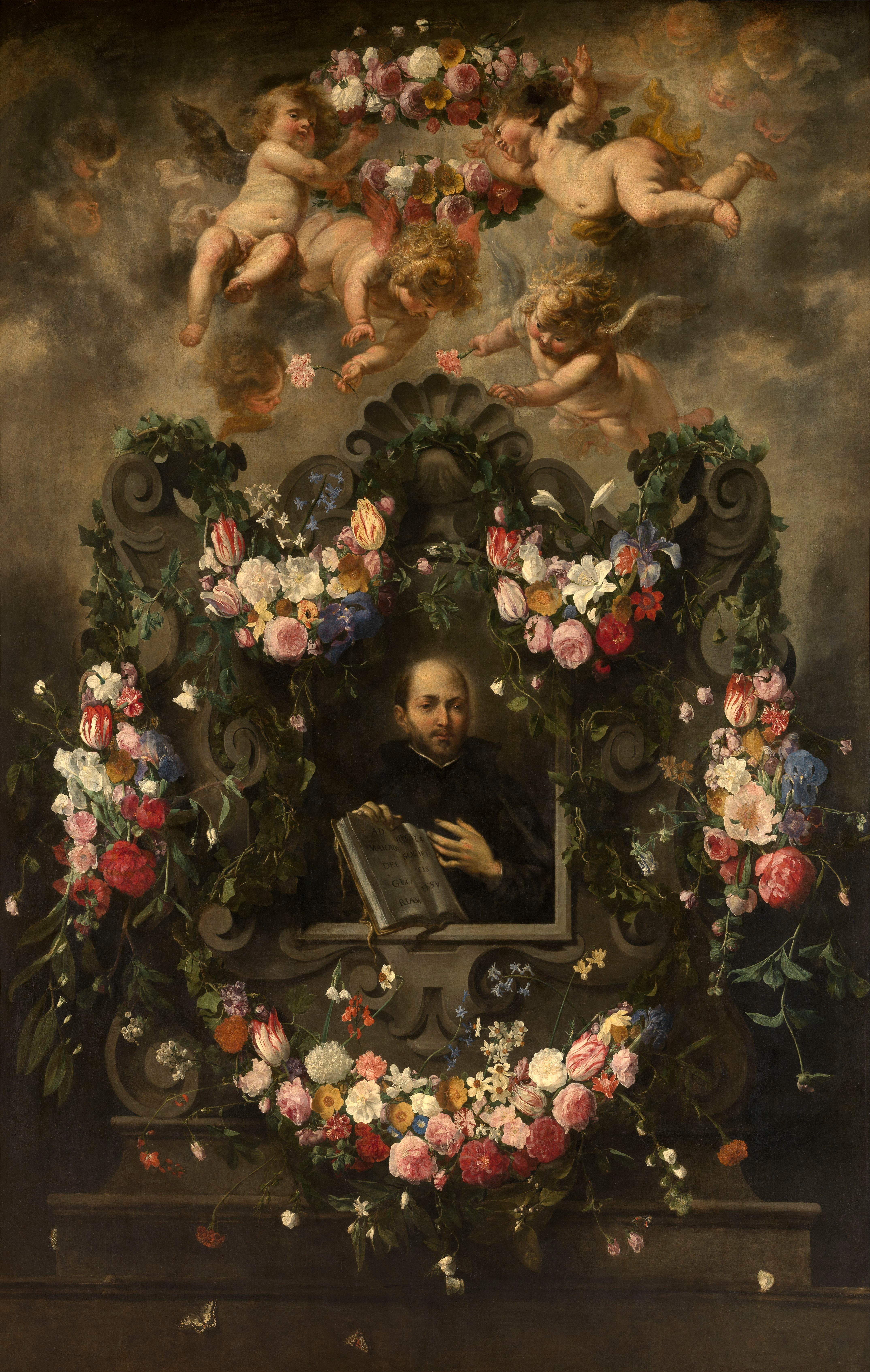
Д. Зегерс и К. Схют. Святой Игнатий в картуше с цветами и херувимами. Ок. 1643. Холст, масло. Королевский музей изящных искусств, Антверпен
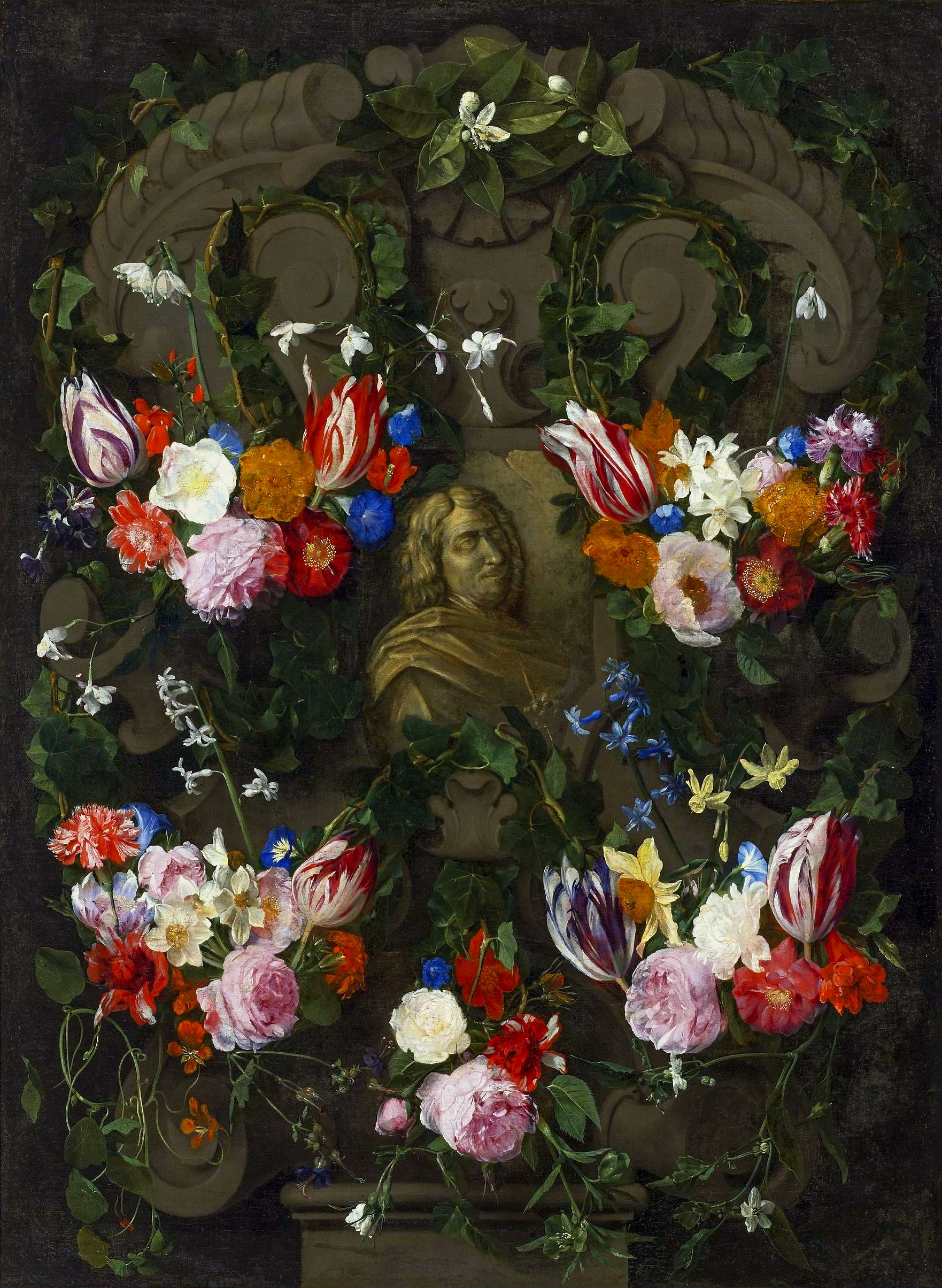
Картуш с бюстом Никола Пуссена в цветочной гирлянде. Между 1650 и 1651. Холст, масло. Национальный музей, Варшава
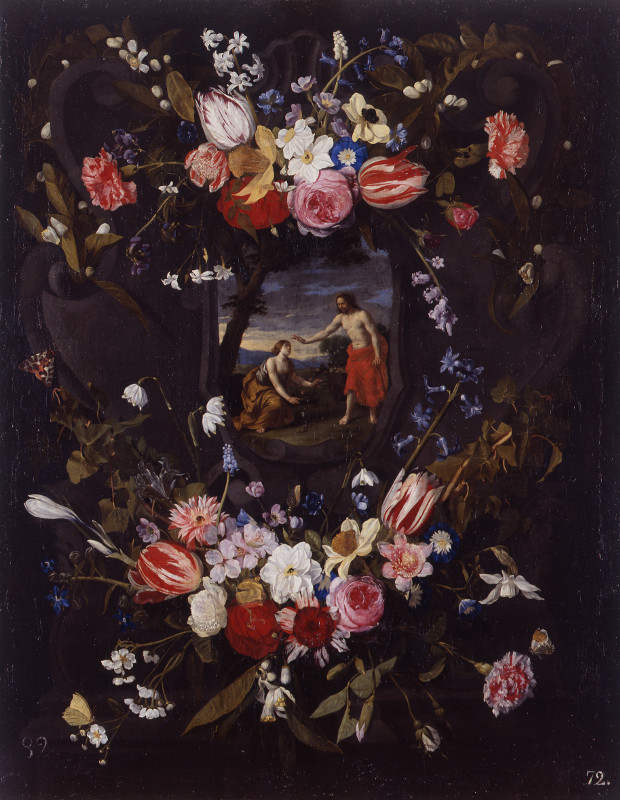
Noli me tangere (Не тронь Меня) в цветочном обрамлении. Между 1615 и 1620. Холст, масло. Музей изящных искусств, Валенсия